# Józef Grudzień
Józef Grudzień (Piasek Wielki, 1º aprile 1939 – Pułtusk, 17 giugno 2017) è stato un pugile polacco.

## Carriera
Grudzień ha partecipato a due edizioni dei Giochi olimpici in rappresentanza della Polonia, vincendo una medaglia ad ogni partecipazione. 
A Tokyo 1964 ha conquistato l'oro nella categoria dei leggeri (57-60 kg), battendo il finlandese Antero Halonen, il kenyano Alex Oundu, il bulgaro Stoyan Pilichev, lo statunitense Ronald Allen Harris e, in finale, il sovietico Vilikton Barannikov, con verdetto unanime. 
A Città del Messico 1968 ha vinto l'argento nella medesima categoria, battendo il cubano Roberto Caminero, l’irlandese Anthony Quinn, l'italiano Enzo Petriglia e lo jugoslavo Zvonimir Vujin. Perse solo in finale contro lo statunitense Ronnie Harris, futuro sfidante al titolo mondiale dei pesi medi contro l'argentino Hugo Corro.
Ha partecipato tre volte ai Campionati europei di pugilato dilettanti. A Mosca 1963 si fermò ai quarti di finale, battuto dal futuro vincitore del torneo, l'ungherese János Kajdi. A Berlino Est 1965 vinse la medaglia d'argento, cedendo a quel Vilikton Barannikov che aveva battuto l'anno prima nella finale del torneo olimpico. A Roma 1967 vinse la medaglia d’oro, dopo aver battuto nei quarti di finale Enzo Petriglia e battendo in finale lo jugoslavo Vujin. 
È stato campione nazionale polacco dei pesi leggeri nel 1965, 1967 e 1968. Non è mai potuto passare tra i professionisti non essendo ciò consentito, all'epoca, nei paesi a regime comunista.